# Morville-en-Beauce
Morville-en-Beauce és un municipi francès, situat al departament del Loiret i a la regió de Centre – Vall del Loira. L'any 2007 tenia 194 habitants.

## Demografia

### Població
El 2007 la població de fet de Morville-en-Beauce era de 194 persones. Hi havia 58 famílies, de les quals 4 eren unipersonals (4 dones vivint soles i 4 dones vivint soles), 21 parelles sense fills i 33 parelles amb fills.
La població ha evolucionat segons el següent gràfic:
Habitants censats

### Habitatges
El 2007 hi havia 80 habitatges, 65 eren l'habitatge principal de la família, 8 eren segones residències i 7 estaven desocupats. Tots els 80 habitatges eren cases. Dels 65 habitatges principals, 60 estaven ocupats pels seus propietaris i 5 estaven llogats i ocupats pels llogaters; 8 tenien tres cambres, 18 en tenien quatre i 39 en tenien cinc o més. 58 habitatges disposaven pel capbaix d'una plaça de pàrquing. A 18 habitatges hi havia un automòbil i a 45 n'hi havia dos o més.

### Piràmide de població
La piràmide de població per edats i sexe el 2009 era:
| Homes | Edats   | Dones |
| ----- | ------- | ----- |
| 0     | 95 o +  | 0     |
| 0     | 90 a 94 | 0     |
| 4     | 85 a 89 | 4     |
| 0     | 80 a 84 | 0     |
| 4     | 75 a 79 | 8     |
| 0     | 70 a 74 | 0     |
| 4     | 65 a 69 | 4     |
| 0     | 60 a 64 | 4     |
| 0     | 55 a 59 | 0     |
| 12    | 50 a 54 | 0     |
| 8     | 45 a 49 | 8     |
| 0     | 40 a 44 | 12    |
| 12    | 35 a 39 | 4     |
| 4     | 30 a 34 | 8     |
| 12    | 25 a 29 | 8     |
| 0     | 20 a 24 | 4     |
| 16    | 15 a 19 | 4     |
| 4     | 10 a 14 | 12    |
| 16    | 5 a 9   | 8     |
| 0     | 0 a 4   | 8     |

## Economia
El 2007 la població en edat de treballar era de 120 persones, 97 eren actives i 23 eren inactives. De les 97 persones actives 92 estaven ocupades (48 homes i 44 dones) i 5 estaven aturades (1 home i 4 dones). De les 23 persones inactives 4 estaven jubilades, 14 estaven estudiant i 5 estaven classificades com a «altres inactius».

### Ingressos
El 2009 a Morville-en-Beauce hi havia 70 unitats fiscals que integraven 195 persones, la mediana anual d'ingressos fiscals per persona era de 20.997 €.

### Activitats econòmiques
Dels 5 establiments que hi havia el 2007, 3 eren d'empreses de construcció, 1 d'una empresa financera i 1 d'una empresa classificada com a «altres activitats de serveis».
Dels 3 establiments de servei als particulars que hi havia el 2009, 1 era un electricista, 1 empresa de construcció i 1 perruqueria.
L'any 2000 a Morville-en-Beauce hi havia 8 explotacions agrícoles.

## Poblacions més properes
El següent diagrama mostra les poblacions més properes.